# Relaciones Cuba-Japón
Las relaciones Cuba-Japón se refiere a las relaciones bilaterales entre Cuba y Japón. Las relaciones diplomáticas entre los dos países se establecieron el 21 de diciembre de 1929. Las relaciones se suspendieron temporalmente debido a la Segunda Guerra Mundial, pero las relaciones diplomáticas se reanudaron el 21 de noviembre de 1952.

## Historia

### De la Restauración Meiji al fin de la Segunda Guerra Mundial (1868–1945)
En 1898, unos 30 años antes de las relaciones diplomáticas formales, los inmigrantes agrícolas japoneses se establecieron por primera vez en Cuba. En 1998 se realizaron diversos eventos culturales para conmemorar el centenario de la inmigración japonesa a Cuba.
El 21 de diciembre de 1929 se establecieron oficialmente relaciones diplomáticas entre Cuba y Japón. Sin embargo, la expansión del teatro de operaciones del Pacífico de la Segunda Guerra Mundial el 8 de diciembre de 1941, cuando la Armada Imperial Japonesa atacó Pearl Harbor en Hawaii, territorio (hoy estado) de los Estados Unidos, provocó una ruptura en las relaciones amistosas entre los dos países. Al día siguiente, el 9 de diciembre de 1941, Cuba rápidamente aclaró su postura, se unió a los aliados y declaró la guerra a Japón. Japón y Cuba no mantuvieron relaciones diplomáticas durante la Segunda Guerra Mundial, y el 15 de agosto de 1945, Japón aceptó la Declaración de Potsdam y se rindió ante los Estados Unidos y los Aliados.

### Desde la reanudación de las relaciones diplomáticas hasta el fin de la Guerra Fría (1952–1989)
Con la entrada en vigor del Tratado de Paz de San Francisco el 28 de abril de 1952, Japón volvió a unirse como miembro de la comunidad internacional. Cuba fue uno de los 49 signatarios del Tratado de Paz de San Francisco, que fue ratificado por Cuba el 12 de agosto de 1952, y las relaciones diplomáticas entre los dos países se reanudaron oficialmente el 21 de noviembre de 1952.
El 1 de enero de 1959, una fuerza revolucionaria liderada por Fidel Castro derrocó al régimen de Fulgencio Batista, que estaba bajo la fuerte influencia de los Estados Unidos y el capital occidental, y estableció un gobierno revolucionario en Cuba (Revolución Cubana). El Partido Comunista de Cuba, que había sido reprimido por el gobierno proestadounidense y anticomunista de Batista, se convirtió en el único partido gobernante en el país y gobernó Cuba. El Che Guevara, que había estado involucrado en la revolución con Fidel, no quedó satisfecho con el logro de la revolución en Cuba y luego viajó a Bolivia para dedicarse a una mayor revolución, pero fue capturado por las fuerzas del régimen de René Barrientos y fusilado por decreto presidencial sin juicio.
En la época de la Revolución Cubana, ya se había establecido la estructura de la Guerra Fría en la que los campos capitalista y comunista luchaban entre sí por el poder, y los Estados Unidos, bajo la administración de Dwight D. Eisenhower, el líder del campo capitalista, no lo hizo. Damos la bienvenida al establecimiento de un régimen comunista en Cuba. Los Estados Unidos no se conformó con no reconocer al régimen revolucionario, y en 1961 rompió relaciones diplomáticas con Cuba (restablecidas en 2015 durante el segundo mandato de la administración de Barack Obama), e intentó derrocar el régimen de Fidel Castro mediante el uso de la fuerza militar y el asesinato. Sin embargo, ninguno de los planes estadounidenses para un cambio de régimen en Cuba funcionó, y el régimen revolucionario cubano intentó sobrevivir fortaleciendo las relaciones con la Unión Soviética. En el verano de 1962, el enfrentamiento este-oeste entre los Estados Unidos y la Unión Soviética alcanzó su clímax con la introducción de misiles nucleares y sus vectores a Cuba, que recibió ayuda militar de la Unión Soviética. Desde Cuba hasta el estado americano de Florida hay sólo unos 150 kilómetros, y los Estados Unidos, bajo la administración de John F. Kennedy, se negaron categóricamente a permitir la construcción de una base de misiles nucleares en Cuba. En noviembre del mismo año, el secretario general de la Unión Soviética, Nikita Khrushchev, acordó retirar los misiles de Cuba, y la humanidad logró evitar una guerra nuclear (Crisis de los Misiles Cubanos). A pesar del grave conflicto entre los Estados Unidos y Cuba, Japón optó por mantener relaciones amistosas con Cuba sin romper relaciones diplomáticas.
El 20 de noviembre de 1984, el entonces presidente del Partido Comunista de Japón, Tetsuzo Fuwa, mantuvo una reunión con Fidel Castro en La Habana, capital de Cuba. En ese momento, la Guerra Fría se estaba intensificando nuevamente, y países capitalistas como los Estados Unidos y Japón condenaron la intervención militar en Afganistán por parte de la Unión Soviética, líder del campo comunista, como una invasión, mientras que los Estados Unidos También condenó a Nicaragua, donde acababa de establecerse un gobierno comunista. No tuvo miedo de brindar apoyo militar a los rebeldes anticomunistas (Guerra de la Contra). Fidel formuló una serie de preguntas sobre la situación política e industrial en Japón, al tiempo que expresaba una gran cautela hacia el imperialismo estadounidense, que no dudaría en interferir en los asuntos internos de Nicaragua, incluido el apoyo militar a las fuerzas anticomunistas, con el fin de derrocar al régimen comunista en Nicaragua. La reunión duró tres horas y 15 minutos.

### Después del fin de la Guerra Fría (1989–presente)
El 25 de noviembre de 2016 falleció Fidel Castro, que había gobernado Cuba desde 1959. El mismo día, el ministro de Relaciones Exteriores, Fumio Kishida, envió por primera vez un telegrama de condolencias al Ministro de Relaciones Exteriores, Bruno Rodríguez Parrilla. El 28 de noviembre, del partido gobernante, el ministro de Asuntos Exteriores Kishida, el ministro de Estado de Asuntos Exteriores Nobuo Kishi, el ministro de Estado de Asuntos Exteriores Kentaro Sonoura y el Viceministro Parlamentario de Asuntos Exteriores Shunsuke Takei visitaron la Embajada de Cuba en Tokio y expresaron sus condolencias. Del partido de oposición, Kazuo Shii, quien se desempeña como presidente del Partido Comunista Japonés, pidió condolencias a la embajada cubana. De manera similar, Tetsuzo Fuwa, del Partido Comunista Japonés, visitó la embajada y escribió: "La reunión de hace 32 años en la que discutimos el derecho a la autodeterminación de todos los pueblos todavía está profundamente grabada en mi corazón". También el 28 de noviembre, Keiji Furuya, presidente japonés de la Liga Parlamentaria de Amistad con Cuba, fue a Cuba como enviado especial del primer ministro y asistió al funeral celebrado allí.